# Réserve naturelle régionale des Gorges de Salinello
La réserve naturelle régionale des Gorges de Salinello est un espace naturel protégé créé dans les Abruzzes en 1987. Elle est située dans les communes de Civitella del Tronto et Valle Castellana, dans la province de Teramo,.
Elle se situe au sein du parc national du Gran Sasso e Monti della Laga (Monti Gemelli), destinée à protéger l'habitat des gorges créées par la rivière Salinello. La réserve a été supprimée en 1999 car elle fait maintenant partie du parc national.

## Historique
Les Gorges de Salinello sont des gorges situées sur le territoire du massif des Monti Gemelli, creusées par la rivière Salinello, représentant parmi les plus grands exemples d'érosion des Apennins centraux.
On y accède depuis la vallée en marchant une trentaine de minutes à partir de Ripe, un hameau de la commune de Civitella del Tronto. Depuis l'amont, vous pouvez y accéder à pied à partir de Macchia da Sole, près de Castel Manfrino.

## Galerie

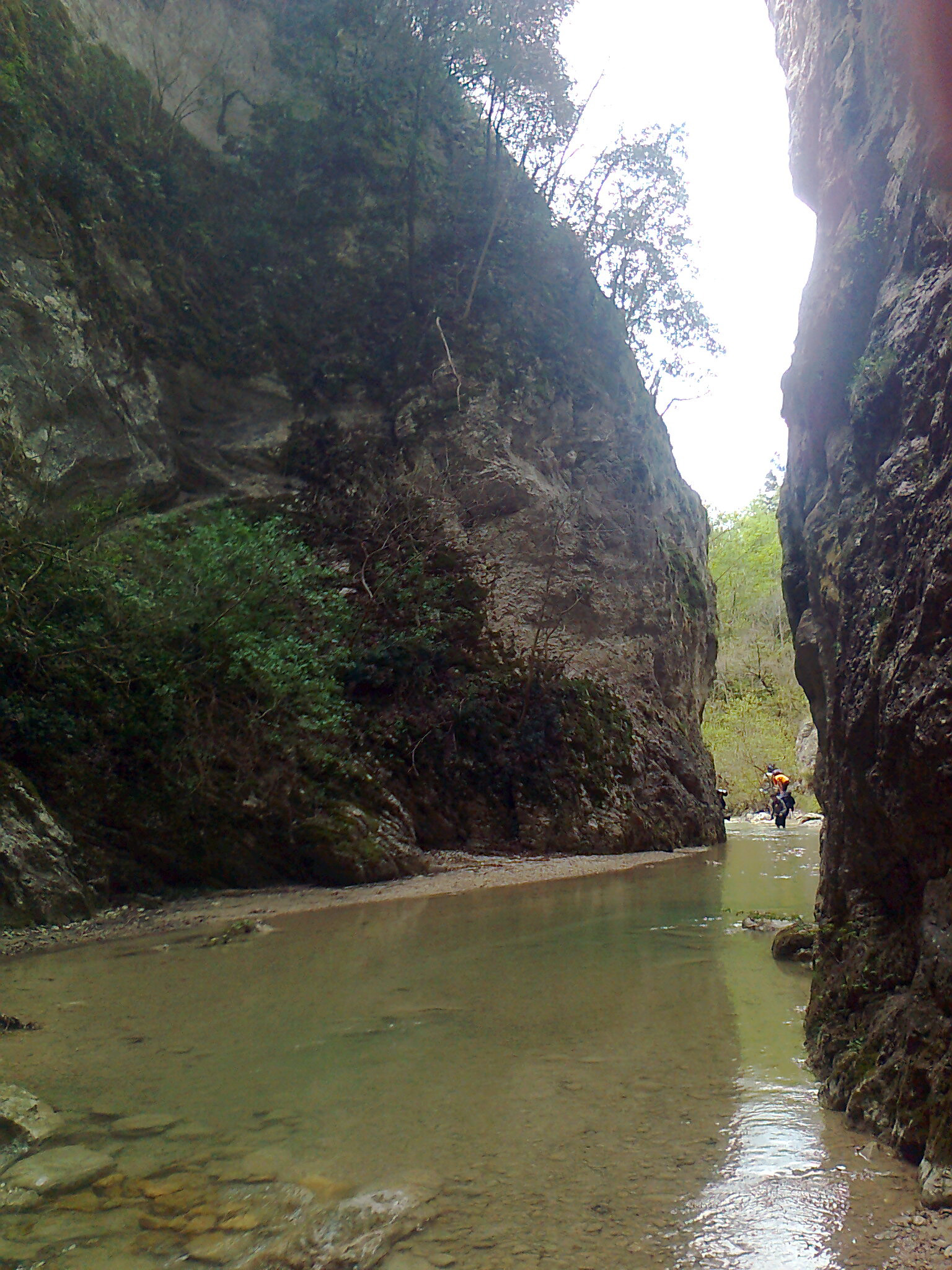
Les gorges de la rivière Salinello
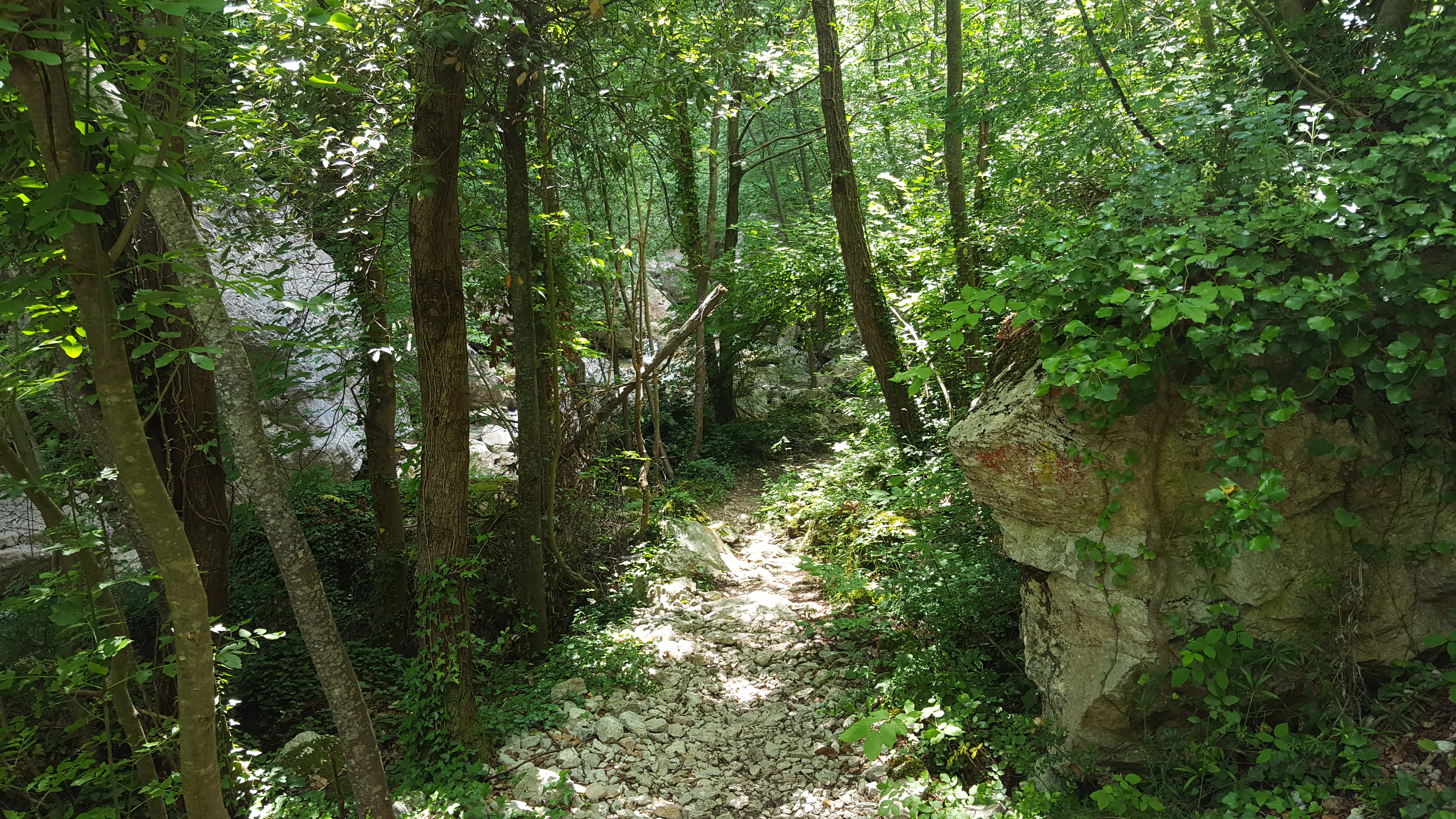
Les sentiers